# Naamse steen

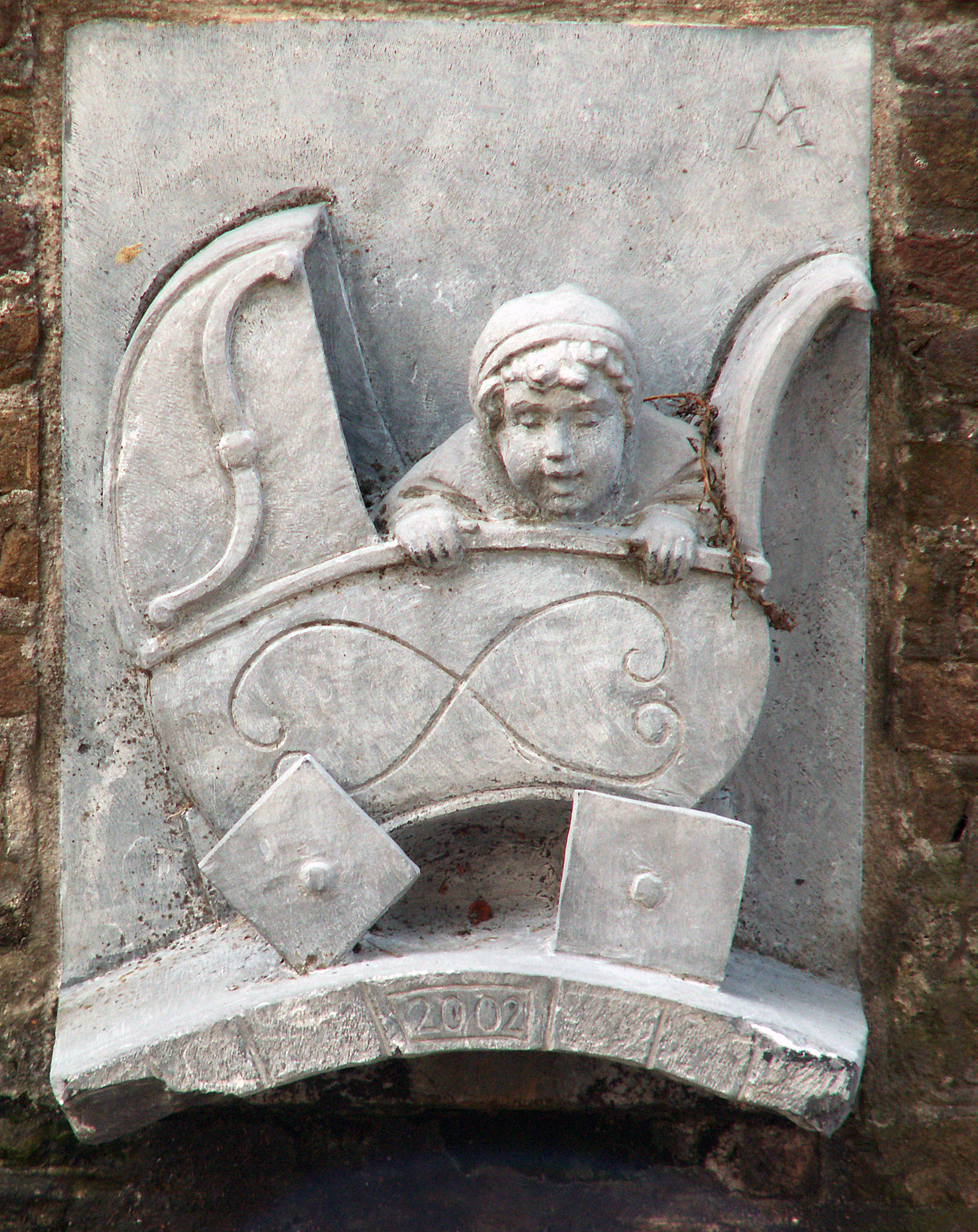
Wateruitloop Piet Mondriaan in zijn kinderwagen, door Ton Mooy, uitgevoerd in Naamse steen (Amersfoort)

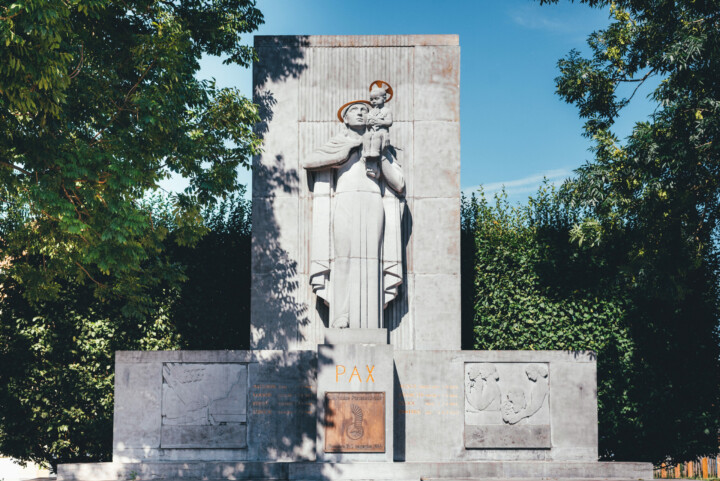
Gedenkteken voor de vrede en voor de 1ste Poolse Pantserdivisie, door Geo Verbanck

Naamse steen, ook wel Naamse hardsteen, in vakliteratuur Namense steen, Namense hardsteen, Pierre de Vinalmont of Calcaire de Vinalmont, is een soort blauwe hardsteen die gewonnen wordt uit de kalksteengroeven bij Vinalmont in de Belgische provincies Luik en  provincie Namen. Deze natuursteen bestaat voor 90% uit calciumcarbonaat, en bestaat in twee kleurnuances; blauwzwart-grijs en blauwbruin-grijs. Evenals bij blauwe hardsteen kunnen af en toe witte aderen (spieren) en witte plekken voorkomen, fossielen zijn niet aanwezig.
De steen wordt toegepast ten behoeve van beeldhouwwerk, restauratiewerk, zoals pinakels, waterlijsten, goten, afdekkingen, afzaten, plinten en dergelijke. Het is verwant aan blauwe hardsteen en kent dezelfde toepassingen, al is de steen wel harder en taaier om te bewerken en heeft het ook een ander verweringspatroon. Na verwering krijgt het namelijk een zilvergrijze oppervlakte. Naamse steen wordt veel toegepast in bruggen en spekbanden voor gebouwen, vanwege de uitstekende weervastheid en fraaie kleur. Bij verwering krijgt de steen uiteindelijk veel last van haaks op elkaar staande scheurvorming (steken) en laagsgewijs afbladderen.
Omdat Naamse steen in het verleden vaak via de Maas werd aangevoerd, kreeg het in Nederland ook wel de naam Maassteen. De oudste toepassing was dientengevolge in Limburg. De natuursteen werd ook veel geëxporteerd en gebruikt bij de bouw van kerken, kastelen en andere (overheids)gebouwen.

## Technische eigenschappen[1]
- wateropname 0,1% vol
- slijtvastheid 2,31-3,34 mm/1000 m
- drukvastheid 130 N/mm²
- soortelijke massa 2725 kg/m³
- vorstbestendig